# Aspidosiphon venabulum
Aspidosiphon venabulum är en stjärnmaskart som beskrevs av Emil Selenka, Bnlow in Selenka, de Man och Bnlow 1883. Aspidosiphon venabulum ingår i släktet Aspidosiphon och familjen Aspidosiphonidae. Inga underarter finns listade i Catalogue of Life.